# Liseron
Ne doit pas être confondu avec Lierre.
Taxons concernés
Parmi la famille des Convolvulaceae :
- Genres :
  - Calystegia
  - Convolvulus
  - Ipomoea
  - etc.modifier

Liseron est un nom vernaculaire ambigu désignant en français certaines plantes herbacées vivaces à rhizome plus ou moins charnu, de la famille des Convolvulaceae (du latin convolvere, « s'enrouler »), à tiges volubiles et feuilles en forme de flèche.
En France, les espèces présentes appartiennent notamment aux genres Calystegia (comme Calystegia sepium, le Liseron des haies) ou Convolvulus (comme Convolvulus arvensis, le Liseron des champs).

## Phytonymie
Le nom des liserons dérive de « lis » du fait de l'aspect de leurs fleurs qui peut évoquer celui des lys.

## Une plante qui peut être envahissante
Le liseron est une plante considérée souvent  comme envahissante, une adventice, avec sa croissance rapide, ses tiges grimpantes qui s'accrochent aux autres plantes et s'entortillent autour d'elles, les tirant vers le sol et pouvant les priver ainsi de soleil.  Il est assez difficile de lutter contre cette plante. La forme des feuilles est caractéristique. Le liseron des champs, plutôt rampant, peut être différencié par ses petites fleurs roses, qui ne s’ouvrent qu’en présence du soleil. Plus redoutable, le liseron des haies présente des fleurs plus grandes et blanches. Il développe plusieurs types de tiges, volubiles ou rampantes. D’autres tiges, dépourvues de fleurs, lui permettent de s’enraciner dans le sol en produisant des rhizomes traçants. C’est par ces rhizomes qu’il peut envahir un jardin, et c'est eux qui le rendent plus difficile à éliminer que le liseron des champs. Ce liseron arrive dans le jardin par la voie aérienne, grâce à ses graines fertiles, apportées par le vent et les oiseaux, et le conquiert par la voie souterraine, ses rhizomes. Il ne craint ni le froid ni la canicule. Il faut supprimer les fleurs avant que celles-ci n’évoluent en graines dans votre jardin, pailler les autres plantes ou arbustes que l'on veut implanter sur le même terrain.  On peut aussi chercher à rééquilibrer le sol avec un engrais pauvre en azote, favorable à son développement. Il faut éviter de bêcher ou d'utiliser des outils qui sectionneraient ses rhizomes : ceci favoriserait plutôt sa multiplication. La lutte contre le liseron nécessite d'être persévérant en tirant manuellement sur la plante le plus délicatement possible, si possible jusqu'à la base et les rhizomes. D'autres méthodes, également citées, sont de le priver de soleil par une bâche, ou de recourir à des plantes ennemis du liseron, telles que l'œillet d'Inde.

## Quelques espèces appelées «liseron»

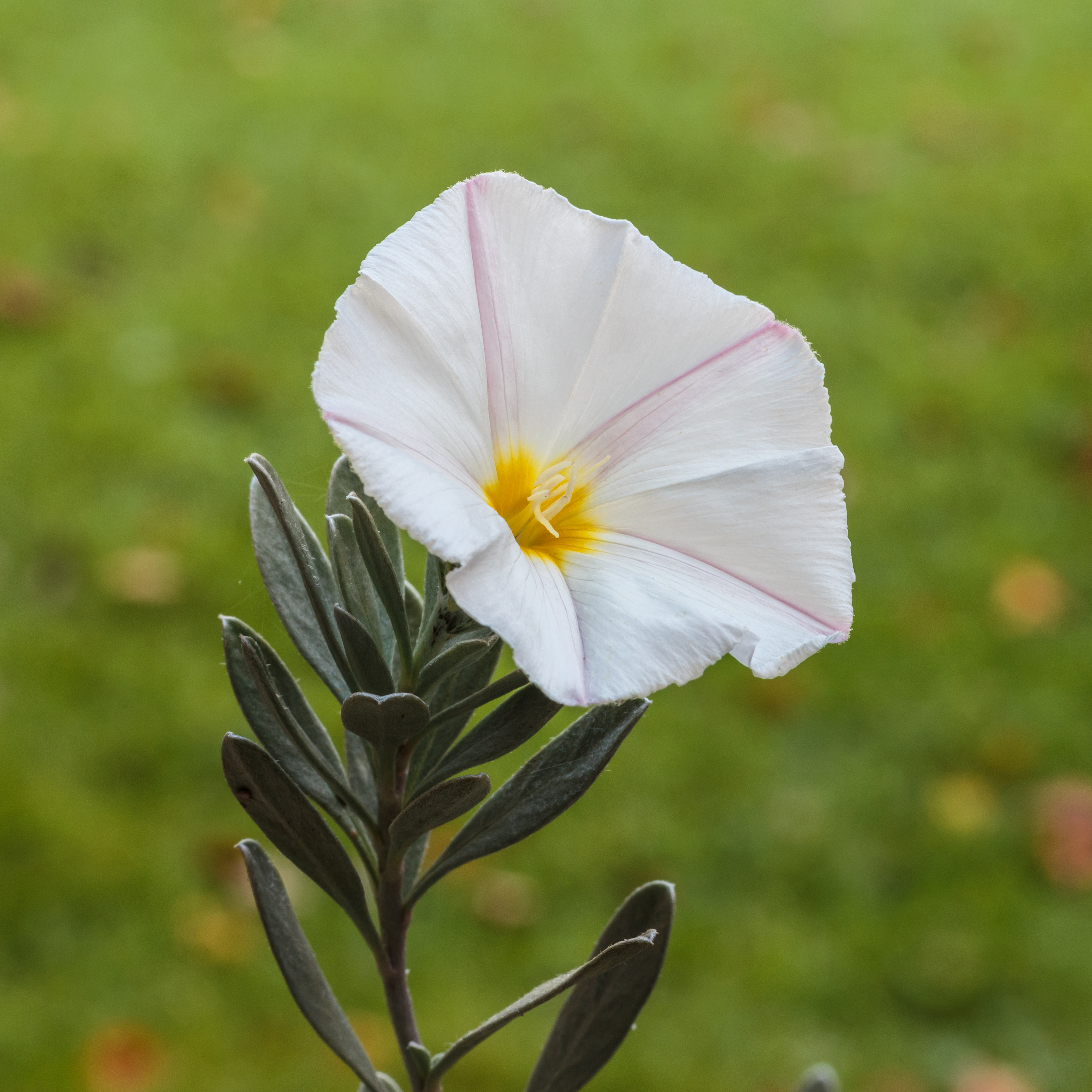
Convolvulus cneorum, le Liseron argenté.

- Grand liseron - voir Liseron des haies
- Haut-liseron ou tamier commun - Dioscorea communis
- Liseron aquatique - Ipomoea aquatica
- Liseron à feuilles de bétoine - Convolvulus betonicifolius
- Liseron à feuilles laciniées - Ipomoea quamoclit
- Liseron à rayures parallèles[4] - Convolvulus lineatus
- Liseron argenté[5] - Convolvulus althaeoides subsp. tenuissimus
- Liseron bleu azur - Ipomoea tricolor
- Liseron cantabrique - Convolvulus cantabrica
- Liseron cotonneux - Convolvulus betonicifolius
- Liseron d'Amérique - Calystegia silvatica
- Liseron d'eau - Ipomoea aquatica
- Liseron de Biscaye - Convolvulus cantabrica
- Liseron de Provence - Convolvulus althaeoides
- Liseron des bois - Calystegia silvatica
- Liseron des champs - Convolvulus arvensis
- Liseron duveté[6] - Convolvulus lanuginosus
- Liseron duveteux[6] - Convolvulus lanuginosus
- Liseron des dunes - Calystegia soldanella
- Liseron des forêts - Calystegia sylvatica
- Liseron des haies - Calystegia sepium
- Liseron de Sicile[7] - Convolvulus siculus
- Liseron des Monts Cantabres - Convolvulus cantabrica
- Liseron des sables - Calystegia soldanella
- Liseron de Turquie -  Convolvulus cneorum
- Liseron écarlate - Ipomoea coccinea
- Liseron élégant[8]  - Convolvulus elegantissimus
- Liseron élégant[9] - Calystegia ×pulchra
- Liseron épineux[10] - Smilax aspera (Smilacaceae)
- Liseron fausse-guimauve - Convolvulus althaeoides
- Liseron japonais - Calystegia hederacea
- Liseron joli[11] - Convolvulus dubius
- Liseron laineux[6] - Convolvulus lanuginosus
- Liseron noir des champs[12] - Fallopia convolvulus )(Polygonaceae)
- Liseron pourpre -  Ipomoea purpurea
- Liseron rayé[4] - Convolvulus lineatus
- Liseron scammonée - Convolvulus scammonia
- Liseron soldanelle - Calystegia soldanella
- Liseron ténu[5] - Convolvulus althaeoides subsp. tenuissimus
- Liseron très élégant[8]  - Convolvulus elegantissimus
- Liseron très élégant[13] - Convolvulus althaeoides subsp. tenuissimus
- Liseron tricolore[14] - Convolvulus tricolor

## Caractéristiques communes
Malgré leur caractéristique envahissante, ce sont des plantes mellifères et pollinifères ce qui les rend utiles pour le jardin ou autour des vergers. Communs en Europe, les liserons sont fréquents sur les lisières broussailleuses fraîches à humides et ensoleillées.
Ce sont des plantes rampantes (y compris le grand liseron en l'absence de support) ou grimpantes dont les tiges poilues (contenant des laticifères) s'étalent sur le sol avec les extrémités relevées. Elles ont des fleurs pédonculées en forme d'entonnoir, blanches, bleues ou roses. À la belle saison, leur croissance est très rapide, jusqu'à une nouvelle feuille par jour[réf. souhaitée].
On trouve des variétés ou espèces proches du liseron dans certaines plates-bandes. Il est accepté dans une certaine mesure dans les expériences de gestion différenciée. Poussant facilement, souvent de façon spontanée (semences emportées par le vent), sa culture est extrêmement facile. Il a pu être cultivé pour des usages médicinaux (feuilles et sommités fleuries récoltées en été, et rhizomes en automne).

## Ennemis
Les papillons de nuit suivants (classés par famille) se nourrissent de liseron : 
- arlequinette jaune,
- clair-obscur,
- funèbre ou noctuelle en deuil (Tyta luctuosa) (Noctuidae),
- sphinx du liseron (Sphingidae).

## Aspects culturels
Le liseron, présent dans toute la zone tempérée et à climat méditerranéen de l'hémisphère nord, a aussi été nommé « Belle de jour », « lys des champs », « liseron des haies », « calystégie des haies », « chemise de notre dame », « robe de vierge », « chemise de bon dieu », « gloire du matin », « clochette de la vierge », « liset », "clochette des blés"…
Le fruit est une capsule globuleuse abritant 3 à 4 graines. Ces graines bourrées dans un oreiller avaient la réputation de chasser les cauchemars. Peut-être est-ce là la trace d'une méthode de lutte contre l'espèce qui avant l'époque des désherbants était considérée comme une mauvaise herbe difficile à éliminer par l'agriculteur et les jardiniers[réf. souhaitée].
L'élégance de la forme des fleurs ainsi que sa tige souvent torsadée ont retenu l'attention des artistes de la période Art déco qui l'ont dessiné ou utilisé comme ornement architectural, en bijou et autres sculptures.

### Langage des fleurs
Dans le langage des fleurs, le liseron symbolise l'amour idolâtre.

## Propriétés médicinales
Dioscoride et la tradition en font un laxatif et purgatif efficace.
Au Moyen Âge, les médecins arabes en utilisaient les racines contre la jaunisse. 
Un auteur du XIe siècle le cite contre les fièvres putrides et bilieuses.
Brisemorel et Chevalier en isolent une résine très purgative.
Il est réputé fébrifuge et efficace contre la constipation quand elle résulte d'une insuffisance hépatique, mais ses effets secondaires drastiques (diurétiques et laxatif) en font un produit peu employé. Une enquête ethno botanique publiée en 1984, portant sur les  savoirs populaire et usages des plantes dans la vie quotidienne à au début du XXe siècle, laisse néanmoins entendre qu'« avec la plante entière, on faisait de la tisane contre la diarrhée » (de l'homme et du bétail) ; les auteurs ajoutant que « ses racines sont détruites par l'urine de cheval ».
Quelques feuilles de liseron écrasées dans les doigts et appliquées sur un furoncle (ou « clou ») le feront percer rapidement.
|  |  |